# ウェルシュ・ブラック・アンド・タン・シープドッグ
ウェルシュ・ブラック・アンド・タン・シープドッグ（英：Welsh Black and Tan Sheepdog）は、イギリスのウェールズ原産の牧羊犬種である。犬種名のスペルはWelsh Black-and-Tan Sheepdogと、ブラック・アンド・タンの単語間をハイフンでつなげてつづることもある。

## 歴史
紀元前720年ごろから存在しているケルト系の超古代犬種、コヴァート・ハウンド（英：Covart Hound）の直系の子孫であるといわれている。紀元元年前後にコヴァート・ハウンドが牧羊に適応し、進化して出来た犬種である。
ウェールズの牧羊犬種の篤学者であったW・ロイド・トーマスは本種について、ウェールズの犬種の中で最も古くて純粋な犬種とし、ウェールズ気質の代表的な犬種だと述べている。
主に牧羊犬として羊を誘導するのに用いられた。コリー犬種よりも多い体力と適応力を武器に、様々な場所で羊の誘導を行なうことが出来た。いうことを聞かない羊は、かかとを軽く噛んで驚かすことも出来た。
牧羊犬として優秀な犬種であったが、作業の縮小・機械化やボーダー・コリーの人気に押されて希少化し、雑種化が進んで19世紀頃に絶滅してしまった。
犬種としてはその姿を見ることが出来なくなってしまったが、その血は数種のワーキング・コリーの系統などに受け継がれている。また、マンチェスター・テリアやランカシャー・ヒーラーも本種の血を引いている。

## 特徴
セントハウンドのような、短毛のコリーといった感じの外見を持つ犬種である。筋肉質の体つきで、脚が長い。頭部の形もセントハウンドによく似ている。耳は垂れ耳、尾は太い垂れ尾。コートは厚いショートコートで、寒さや雨雪をしのぐことが出来る。毛色は犬種名の通りのブラック・アンド・タンや、ハウンドカラー。ブラック・アンド・タンの毛色の犬はタンを地色として、サドル（背）にブラックの斑が入ったもので、トライカラーのものはそれに加えてマズルや腹部、足先や尾先、喉などにホワイトが入る。中型犬サイズで、性格は忠実で仕事熱心、献身的である。しつけの飲み込みや状況判断力が優れている。力は強めで、体力が多く長時間の仕事をこなすことも可能である。環境の変化に適応することに長けていて、山から谷へ急に移動しても体調を崩すことは少なかったといわれている。運動量は凄まじく多く、かかりやすい病気は股関節形成不全や運動のし過ぎによる関節疾患などがあった。